# Eudes II de Blois
Pour l’article homonyme, voir Eudes Ier de Troyes.
Eudes II de Blois , aussi appelé Eudes Ier de Troyes ou Eudes le Champenois, né vers 985 et mort le 15 novembre 1037 (tué dans une bataille à Commercy), fut à l'ouest de Paris : comte de Blois, de Tours, de Châteaudun et de Chartres (domaines de son grand-père paternel le Tricheur) ; en Champagne et Picardie, comte de Reims, d'Omois, de Provins et de Beauvais (en héritage de son père, venu des Vermandois), puis comte de Troyes et de Meaux vers 1022 (héritage de son cousin Étienne de Vermandois) ; ainsi que seigneur de Sancerre vers 1014-1015 (par échange avec l'évêque de Beauvais, Roger de Blois).

## Biographie
Fils du comte Eudes Ier de Blois (fils de Thibaut le Tricheur et de Liutgarde de Vermandois) et de Berthe de Bourgogne (fille de Conrad III de Bourgogne), il succède au titre de comte de Blois à son frère aîné Thibaut II, mort prématurément en 1004.
Il épouse, vers 1003, Mathilde (Mahaut) de Normandie, sœur du duc Richard II de Normandie. Devenu veuf peu de temps après ce mariage, et n'ayant pas eu d'enfant avec Mathilde, il refuse de restituer, selon l'usage, la dot de son épouse, constituée de la moitié du comté et du château de Dreux. Au cours du conflit qui s'ensuivit avec Richard II, il subit une défaite par son ex-beau-frère mais, sauvé grâce à l'intervention du roi Robert II le Pieux, lequel a épousé sa mère Berthe de Bourgogne, il peut garder la dot.
Il épouse en secondes noces Ermengarde d'Auvergne, fille du comte Robert Ier d'Auvergne et d'Ermengarde, comtesse d'Auvergne.
En 1015, Eudes II échange une partie du comté féodal de Beauvais contre la ville et seigneurie de Sancerre avec l'évêque Roger.
L'année suivante a lieu la bataille de Pontlevoy qu'il perd contre le comte Foulques III d'Anjou.
À une date inconnue entre 1021 et 1023, son cousin, le comte Étienne Ier, comte de Troyes et de Meaux meurt sans successeur et sans héritier clairement nommé. Le roi Robert se charge de gérer la succession qu’il cède sans difficulté à son beau-fils Eudes II de Blois, le fils de sa deuxième épouse la reine Berthe de Bourgogne, et surtout le cousin issu de germain d’Étienne de Troyes.
Quelques mois plus tard une crise éclate. L’archevêque de Reims Ebles de Roucy fait part au roi des mauvaises actions du comte Eudes II de Blois qui accapare tous les pouvoirs à Reims au détriment du prélat. Robert, en tant que défenseur de l’Église, décide, sans le consentement de quiconque, de retirer la charge comtale à Eudes. Ce dernier, furieux, s’impose à Reims par la force. En outre, le roi Robert n’est pas soutenu, sa justice est mise à mal. Ses fidèles Fulbert de Chartres et Richard II de Normandie soutiennent Eudes de Blois en avançant que le roi ne doit pas se comporter en « tyran ». Convoqué par Robert en 1023, le comte de Blois informe courtoisement son roi qu’il ne se déplacera pas et ce dernier n’a ni les moyens de l’obliger ni les moyens de saisir son patrimoine comtal, car ces terres n’ont pas été données personnellement par Robert à Eudes, ce dernier les ayant acquises de ses ancêtres. En 1024, après une réunion des grands à Compiègne qui lui suggèrent l’apaisement avec Eudes de Blois, le roi Robert doit lui confirmer ses possessions.
En 1026, Eudes attaque sans succès Montbazon avec le vicomte Gelduin dit le Diable, tandis que Foulques Nerra profite de leur absence pour s'emparer de Saumur. En dédommagement de cette perte, le comte offrira à son vassal les terres de Chaumont en 1035.
Eudes II de Blois s'est aussi attaqué au duc Thierry Ier de Lorraine et au comte Ferri de Toul. Il réussit à leur conquérir des territoires sur lesquels il construit des forteresses : Bourmont dans le Bassigny et Vaucouleurs sur la Meuse. Se sentant menacé, l'empereur Henri II du Saint-Empire réussit à les faire détruire.
En 1032, Eudes et son épouse fondèrent l'abbaye Saint-Martin d'Épernay, sur le site d'une collégiale détruite par un incendie une décennie plus tôt.

## Revendication du royaume de Bourgogne/d'Arles et mort (1032-1037)
En 1032, meurt le roi de Bourgogne, Rodolphe III, sans héritier. Ce dernier reconnut l'empereur du Saint-Empire, Conrad II le Salique (dont la femme Gisèle de Souabe était, par sa mère Gerberge de Bourgogne, la petite-fille maternelle de Conrad III le Pacifique de Bourgogne et la nièce de Rodolphe III), comme successeur. Eudes étant l'héritier le plus direct et le plus légitime de Rodolphe — en effet fils de Berthe de Bourgogne, sœur aînée de Rodolphe III et de Gerberge — envahit rapidement le royaume de Bourgogne, soutenu par de puissants féodaux, comme le comte Renaud Ier de Bourgogne, refusant d’être inféodés à l'Empire. C'est la guerre de succession de Bourgogne (1032-1034). Malgré des prises de territoires rapides, Conrad réagit et envahit le royaume par l'est et lance également des raids en Champagne orientale. Diminué, Eudes fait mine de se soumettre en 1034.
Mais sa résistance et sa pugnacité incitent des prélats lombards, rêvant d'indépendance pour le Nord de l'Italie à lui proposer la couronne de Lombardie. En 1037, profitant de la révolte de ces mêmes Lombards et du fait que Conrad soit en Italie, Eudes envahit à nouveau l'Empire, attaquant la Lorraine et se dirigeant vers Aix-la-Chapelle. Il est arrêté à Commercy par l'un des fidèles de Conrad, Gothelon Ier de Lotharingie. Il trouve la mort sur le champ de bataille le 15 novembre 1037.

## Mariages et descendance
Il épouse, vers 1003/1004, Mathilde de Normandie, sœur du duc Richard II de Normandie. Elle meurt sans descendance peu après.
Il épouse en secondes noces Ermengarde d'Auvergne, fille du comte Guillaume IV d'Auvergne, dont il eut quatre enfants :
- Thibaud III de Blois (ou Ier de Champagne) qui hérite en 1037 du comté de Blois et de terres champenoises dont Provins ; acquéreur vers 1066 de Meaux et Troyes. Père :  
  - d'Eudes III de Troyes ; d'Hugues Ier de Troyes et Champagne ;
  - et de leur frère aîné Étienne II Henri (1045-1102), comte de Blois, de Dunois et de Chartres, et de Champagne. Père entre autres de Guillaume, seigneur de Sully ; de Thibaut le Grand, IV de Blois et II de Champagne ; et d'Etienne, roi d'Angleterre ;
    - Des fils de Thibaut le Grand vient la séparation entre la Champagne (Henri Ier le Libéral : son petit-fils Thibaud IV de Champagne, fils de Thibaut III, accédera au trône de Navarre) ; le comté de Blois (Thibaut V) ; et le comté de Sancerre (Etienne de Sancerre) ;
- Étienne II de Troyes, comte de Troyes et de Meaux de 1037 à 1047. Père d'Eudes III de Troyes, qui vers 1066 perd Troyes et Meaux au profit de son oncle Thibaud III, mais sera, par son mariage avec Adélaïde, la souche des comtes d'Aumale ;
- Berthe de Blois, épouse du duc de Bretagne Alain III.

## Généalogie simplifiée
: Roi de France

 : Duc de Bretagne

 : Comte de Blois

 : Comte de Troyes ou de Meaux

 : Comte de Tours
|                          |                          |                          |                          |                          |                          |                         |                         |                         |                         |                      |                      |                      |                      |                        |                        |                        |                        |                        |                        |                       |                       |                         |                         |                         |                         |                         |                         |                     |                     |                     |                     |                         |                         |                         |                         |                         |                         |                         |                         |                      |                      |                      |                      |                      |                      |                    |                    |                     |                     |                     |                     |                     |                     |  |  |                           |                           |                           |                           |                           |                           |                       |                       |                         |                         |                         |                         |                         |                         |                          |                          |                          |                          |                          |                          |                     |                     |  |  |
|                          |                          |                          |                          |                          |                          |                         |                         |                         |                         | Thibaud Ier de Blois | Thibaud Ier de Blois | Thibaud Ier de Blois | Thibaud Ier de Blois | Thibaud Ier de Blois   | Thibaud Ier de Blois   |                        |                        |                        |                        |                       |                       | Liutgarde de Vermandois | Liutgarde de Vermandois | Liutgarde de Vermandois | Liutgarde de Vermandois | Liutgarde de Vermandois | Liutgarde de Vermandois |                     |                     |                     |                     |                         |                         | Conrad III de Bourgogne | Conrad III de Bourgogne | Conrad III de Bourgogne | Conrad III de Bourgogne | Conrad III de Bourgogne | Conrad III de Bourgogne |                      |                      | Mathilde de France   | Mathilde de France   | Mathilde de France   | Mathilde de France   | Mathilde de France | Mathilde de France |                     |                     |                     |                     |                     |                     |  |  |                           |                           |                           |                           |                           |                           |                       |                       |                         |                         |                         |                         |                         |                         |                          |                          |                          |                          |                          |                          |                     |                     |  |  |
|                          |                          |                          |                          |                          |                          |                         |                         |                         |                         | Thibaud Ier de Blois | Thibaud Ier de Blois | Thibaud Ier de Blois | Thibaud Ier de Blois | Thibaud Ier de Blois   | Thibaud Ier de Blois   |                        |                        |                        |                        |                       |                       | Liutgarde de Vermandois | Liutgarde de Vermandois | Liutgarde de Vermandois | Liutgarde de Vermandois | Liutgarde de Vermandois | Liutgarde de Vermandois |                     |                     |                     |                     |                         |                         | Conrad III de Bourgogne | Conrad III de Bourgogne | Conrad III de Bourgogne | Conrad III de Bourgogne | Conrad III de Bourgogne | Conrad III de Bourgogne |                      |                      | Mathilde de France   | Mathilde de France   | Mathilde de France   | Mathilde de France   | Mathilde de France | Mathilde de France |                     |                     |                     |                     |                     |                     |  |  |                           |                           |                           |                           |                           |                           |                       |                       |                         |                         |                         |                         |                         |                         |                          |                          |                          |                          |                          |                          |                     |                     |  |  |
|                          |                          |                          |                          |                          |                          |                         |                         |                         |                         |                      |                      |                      |                      |                        |                        |                        |                        |                        |                        |                       |                       |                         |                         |                         |                         |                         |                         |                     |                     |                     |                     |                         |                         |                         |                         |                         |                         |                         |                         |                      |                      |                      |                      |                      |                      |                    |                    |                     |                     |                     |                     |                     |                     |  |  |                           |                           |                           |                           |                           |                           |                       |                       |                         |                         |                         |                         |                         |                         |                          |                          |                          |                          |                          |                          |                     |                     |  |  |
|                          |                          |                          |                          |                          |                          |                         |                         |                         |                         |                      |                      |                      |                      |                        |                        |                        |                        |                        |                        |                       |                       |                         |                         |                         |                         |                         |                         |                     |                     |                     |                     |                         |                         |                         |                         |                         |                         |                         |                         |                      |                      |                      |                      |                      |                      |                    |                    |                     |                     |                     |                     |                     |                     |  |  |                           |                           |                           |                           |                           |                           |                       |                       |                         |                         |                         |                         |                         |                         |                          |                          |                          |                          |                          |                          |                     |                     |  |  |
| Guillaume IV d'Aquitaine | Guillaume IV d'Aquitaine | Guillaume IV d'Aquitaine | Guillaume IV d'Aquitaine | Guillaume IV d'Aquitaine | Guillaume IV d'Aquitaine |                         |                         | Emma de Blois           | Emma de Blois           | Emma de Blois        | Emma de Blois        | Emma de Blois        | Emma de Blois        |                        |                        | Hugues de Blois        | Hugues de Blois        | Hugues de Blois        | Hugues de Blois        | Hugues de Blois       | Hugues de Blois       |                         |                         | Thibaud de Blois        | Thibaud de Blois        | Thibaud de Blois        | Thibaud de Blois        | Thibaud de Blois    | Thibaud de Blois    |                     |                     | Eudes Ier de Blois      | Eudes Ier de Blois      | Eudes Ier de Blois      | Eudes Ier de Blois      | Eudes Ier de Blois      | Eudes Ier de Blois      |                         |                         | Berthe de Bourgogne  | Berthe de Bourgogne  | Berthe de Bourgogne  | Berthe de Bourgogne  | Berthe de Bourgogne  | Berthe de Bourgogne  |                    |                    | Robert II le Pieux  | Robert II le Pieux  | Robert II le Pieux  | Robert II le Pieux  | Robert II le Pieux  | Robert II le Pieux  |  |  | Rodolphe III de Bourgogne | Rodolphe III de Bourgogne | Rodolphe III de Bourgogne | Rodolphe III de Bourgogne | Rodolphe III de Bourgogne | Rodolphe III de Bourgogne |                       |                       | Guillaume IV d'Auvergne | Guillaume IV d'Auvergne | Guillaume IV d'Auvergne | Guillaume IV d'Auvergne | Guillaume IV d'Auvergne | Guillaume IV d'Auvergne |                          |                          |                          |                          |                          |                          |                     |                     |  |  |
| Guillaume IV d'Aquitaine | Guillaume IV d'Aquitaine | Guillaume IV d'Aquitaine | Guillaume IV d'Aquitaine | Guillaume IV d'Aquitaine | Guillaume IV d'Aquitaine |                         |                         | Emma de Blois           | Emma de Blois           | Emma de Blois        | Emma de Blois        | Emma de Blois        | Emma de Blois        |                        |                        | Hugues de Blois        | Hugues de Blois        | Hugues de Blois        | Hugues de Blois        | Hugues de Blois       | Hugues de Blois       |                         |                         | Thibaud de Blois        | Thibaud de Blois        | Thibaud de Blois        | Thibaud de Blois        | Thibaud de Blois    | Thibaud de Blois    |                     |                     | Eudes Ier de Blois      | Eudes Ier de Blois      | Eudes Ier de Blois      | Eudes Ier de Blois      | Eudes Ier de Blois      | Eudes Ier de Blois      |                         |                         | Berthe de Bourgogne  | Berthe de Bourgogne  | Berthe de Bourgogne  | Berthe de Bourgogne  | Berthe de Bourgogne  | Berthe de Bourgogne  |                    |                    | Robert II le Pieux  | Robert II le Pieux  | Robert II le Pieux  | Robert II le Pieux  | Robert II le Pieux  | Robert II le Pieux  |  |  | Rodolphe III de Bourgogne | Rodolphe III de Bourgogne | Rodolphe III de Bourgogne | Rodolphe III de Bourgogne | Rodolphe III de Bourgogne | Rodolphe III de Bourgogne |                       |                       | Guillaume IV d'Auvergne | Guillaume IV d'Auvergne | Guillaume IV d'Auvergne | Guillaume IV d'Auvergne | Guillaume IV d'Auvergne | Guillaume IV d'Auvergne |                          |                          |                          |                          |                          |                          |                     |                     |  |  |
|                          |                          |                          |                          |                          |                          |                         |                         |                         |                         |                      |                      |                      |                      |                        |                        |                        |                        |                        |                        |                       |                       |                         |                         |                         |                         |                         |                         |                     |                     |                     |                     |                         |                         |                         |                         |                         |                         |                         |                         |                      |                      |                      |                      |                      |                      |                    |                    |                     |                     |                     |                     |                     |                     |  |  |                           |                           |                           |                           |                           |                           |                       |                       |                         |                         |                         |                         |                         |                         |                          |                          |                          |                          |                          |                          |                     |                     |  |  |
|                          |                          |                          |                          |                          |                          |                         |                         |                         |                         |                      |                      |                      |                      |                        |                        |                        |                        |                        |                        |                       |                       |                         |                         |                         |                         |                         |                         |                     |                     |                     |                     |                         |                         |                         |                         |                         |                         |                         |                         |                      |                      |                      |                      |                      |                      |                    |                    |                     |                     |                     |                     |                     |                     |  |  |                           |                           |                           |                           |                           |                           |                       |                       |                         |                         |                         |                         |                         |                         |                          |                          |                          |                          |                          |                          |                     |                     |  |  |
|                          |                          |                          |                          | Guillaume V d'Aquitaine  | Guillaume V d'Aquitaine  | Guillaume V d'Aquitaine | Guillaume V d'Aquitaine | Guillaume V d'Aquitaine | Guillaume V d'Aquitaine |                      |                      |                      |                      | Geoffroy II de Thouars | Geoffroy II de Thouars | Geoffroy II de Thouars | Geoffroy II de Thouars | Geoffroy II de Thouars | Geoffroy II de Thouars |                       |                       | Agnès de Blois          | Agnès de Blois          | Agnès de Blois          | Agnès de Blois          | Agnès de Blois          | Agnès de Blois          |                     |                     | Thibaut II de Blois | Thibaut II de Blois | Thibaut II de Blois     | Thibaut II de Blois     | Thibaut II de Blois     | Thibaut II de Blois     |                         |                         |                         |                         | Eudes II             | Eudes II             | Eudes II             | Eudes II             | Eudes II             | Eudes II             |                    |                    |                     |                     |                     |                     |                     |                     |  |  |                           |                           |                           |                           | Ermengarde d'Auvergne     | Ermengarde d'Auvergne     | Ermengarde d'Auvergne | Ermengarde d'Auvergne | Ermengarde d'Auvergne   | Ermengarde d'Auvergne   |                         |                         |                         |                         | Geoffroi Ier de Bretagne | Geoffroi Ier de Bretagne | Geoffroi Ier de Bretagne | Geoffroi Ier de Bretagne | Geoffroi Ier de Bretagne | Geoffroi Ier de Bretagne |                     |                     |  |  |
|                          |                          |                          |                          | Guillaume V d'Aquitaine  | Guillaume V d'Aquitaine  | Guillaume V d'Aquitaine | Guillaume V d'Aquitaine | Guillaume V d'Aquitaine | Guillaume V d'Aquitaine |                      |                      |                      |                      | Geoffroy II de Thouars | Geoffroy II de Thouars | Geoffroy II de Thouars | Geoffroy II de Thouars | Geoffroy II de Thouars | Geoffroy II de Thouars |                       |                       | Agnès de Blois          | Agnès de Blois          | Agnès de Blois          | Agnès de Blois          | Agnès de Blois          | Agnès de Blois          |                     |                     | Thibaut II de Blois | Thibaut II de Blois | Thibaut II de Blois     | Thibaut II de Blois     | Thibaut II de Blois     | Thibaut II de Blois     |                         |                         |                         |                         | Eudes II             | Eudes II             | Eudes II             | Eudes II             | Eudes II             | Eudes II             |                    |                    |                     |                     |                     |                     |                     |                     |  |  |                           |                           |                           |                           | Ermengarde d'Auvergne     | Ermengarde d'Auvergne     | Ermengarde d'Auvergne | Ermengarde d'Auvergne | Ermengarde d'Auvergne   | Ermengarde d'Auvergne   |                         |                         |                         |                         | Geoffroi Ier de Bretagne | Geoffroi Ier de Bretagne | Geoffroi Ier de Bretagne | Geoffroi Ier de Bretagne | Geoffroi Ier de Bretagne | Geoffroi Ier de Bretagne |                     |                     |  |  |
|                          |                          |                          |                          |                          |                          |                         |                         |                         |                         |                      |                      |                      |                      |                        |                        |                        |                        |                        |                        |                       |                       |                         |                         |                         |                         |                         |                         |                     |                     |                     |                     |                         |                         |                         |                         |                         |                         |                         |                         |                      |                      |                      |                      |                      |                      |                    |                    |                     |                     |                     |                     |                     |                     |  |  |                           |                           |                           |                           |                           |                           |                       |                       |                         |                         |                         |                         |                         |                         |                          |                          |                          |                          |                          |                          |                     |                     |  |  |
|                          |                          |                          |                          |                          |                          |                         |                         |                         |                         |                      |                      |                      |                      |                        |                        |                        |                        |                        |                        |                       |                       |                         |                         |                         |                         |                         |                         |                     |                     |                     |                     |                         |                         |                         |                         |                         |                         |                         |                         |                      |                      |                      |                      |                      |                      |                    |                    |                     |                     |                     |                     |                     |                     |  |  |                           |                           |                           |                           |                           |                           |                       |                       |                         |                         |                         |                         |                         |                         |                          |                          |                          |                          |                          |                          |                     |                     |  |  |
|                          |                          |                          |                          |                          |                          |                         |                         |                         |                         |                      |                      |                      |                      |                        |                        |                        |                        |                        |                        |                       |                       |                         |                         |                         |                         |                         |                         |                     |                     |                     |                     |                         |                         |                         |                         |                         |                         |                         |                         |                      |                      |                      |                      |                      |                      |                    |                    |                     |                     |                     |                     |                     |                     |  |  |                           |                           |                           |                           |                           |                           |                       |                       |                         |                         |                         |                         |                         |                         |                          |                          |                          |                          |                          |                          |                     |                     |  |  |
|                          |                          |                          |                          |                          |                          |                         |                         |                         |                         |                      |                      |                      |                      |                        |                        |                        |                        |                        |                        |                       |                       |                         |                         |                         |                         |                         |                         |                     |                     |                     |                     |                         |                         |                         |                         |                         |                         |                         |                         |                      |                      |                      |                      |                      |                      |                    |                    |                     |                     |                     |                     |                     |                     |  |  |                           |                           |                           |                           |                           |                           |                       |                       |                         |                         |                         |                         |                         |                         |                          |                          |                          |                          |                          |                          |                     |                     |  |  |
|                          |                          |                          |                          | Gersende du Maine        | Gersende du Maine        | Gersende du Maine       | Gersende du Maine       | Gersende du Maine       | Gersende du Maine       |                      |                      | Thibaud III de Blois | Thibaud III de Blois | Thibaud III de Blois   | Thibaud III de Blois   | Thibaud III de Blois   | Thibaud III de Blois   |                        |                        |                       |                       |                         |                         | Adèle de Valois         | Adèle de Valois         | Adèle de Valois         | Adèle de Valois         | Adèle de Valois     | Adèle de Valois     |                     |                     | Almodis de Blois        | Almodis de Blois        | Almodis de Blois        | Almodis de Blois        | Almodis de Blois        | Almodis de Blois        |                         |                         | Étienne II de Troyes | Étienne II de Troyes | Étienne II de Troyes | Étienne II de Troyes | Étienne II de Troyes | Étienne II de Troyes |                    |                    | Hugues IV du Maine  | Hugues IV du Maine  | Hugues IV du Maine  | Hugues IV du Maine  | Hugues IV du Maine  | Hugues IV du Maine  |  |  |                           |                           |                           |                           | Berthe de Blois           | Berthe de Blois           | Berthe de Blois       | Berthe de Blois       | Berthe de Blois         | Berthe de Blois         |                         |                         |                         |                         | Alain III de Bretagne    | Alain III de Bretagne    | Alain III de Bretagne    | Alain III de Bretagne    | Alain III de Bretagne    | Alain III de Bretagne    |                     |                     |  |  |
|                          |                          |                          |                          | Gersende du Maine        | Gersende du Maine        | Gersende du Maine       | Gersende du Maine       | Gersende du Maine       | Gersende du Maine       |                      |                      | Thibaud III de Blois | Thibaud III de Blois | Thibaud III de Blois   | Thibaud III de Blois   | Thibaud III de Blois   | Thibaud III de Blois   |                        |                        |                       |                       |                         |                         | Adèle de Valois         | Adèle de Valois         | Adèle de Valois         | Adèle de Valois         | Adèle de Valois     | Adèle de Valois     |                     |                     | Almodis de Blois        | Almodis de Blois        | Almodis de Blois        | Almodis de Blois        | Almodis de Blois        | Almodis de Blois        |                         |                         | Étienne II de Troyes | Étienne II de Troyes | Étienne II de Troyes | Étienne II de Troyes | Étienne II de Troyes | Étienne II de Troyes |                    |                    | Hugues IV du Maine  | Hugues IV du Maine  | Hugues IV du Maine  | Hugues IV du Maine  | Hugues IV du Maine  | Hugues IV du Maine  |  |  |                           |                           |                           |                           | Berthe de Blois           | Berthe de Blois           | Berthe de Blois       | Berthe de Blois       | Berthe de Blois         | Berthe de Blois         |                         |                         |                         |                         | Alain III de Bretagne    | Alain III de Bretagne    | Alain III de Bretagne    | Alain III de Bretagne    | Alain III de Bretagne    | Alain III de Bretagne    |                     |                     |  |  |
|                          |                          |                          |                          |                          |                          |                         |                         |                         |                         |                      |                      |                      |                      |                        |                        |                        |                        |                        |                        |                       |                       |                         |                         |                         |                         |                         |                         |                     |                     |                     |                     |                         |                         |                         |                         |                         |                         |                         |                         |                      |                      |                      |                      |                      |                      |                    |                    |                     |                     |                     |                     |                     |                     |  |  |                           |                           |                           |                           |                           |                           |                       |                       |                         |                         |                         |                         |                         |                         |                          |                          |                          |                          |                          |                          |                     |                     |  |  |
|                          |                          |                          |                          |                          |                          |                         |                         |                         |                         |                      |                      |                      |                      |                        |                        |                        |                        |                        |                        |                       |                       |                         |                         |                         |                         |                         |                         |                     |                     |                     |                     |                         |                         |                         |                         |                         |                         |                         |                         |                      |                      |                      |                      |                      |                      |                    |                    |                     |                     |                     |                     |                     |                     |  |  |                           |                           |                           |                           |                           |                           |                       |                       |                         |                         |                         |                         |                         |                         |                          |                          |                          |                          |                          |                          |                     |                     |  |  |
|                          |                          |                          |                          |                          |                          |                         |                         |                         |                         |                      |                      |                      |                      |                        |                        |                        |                        |                        |                        |                       |                       |                         |                         |                         |                         |                         |                         |                     |                     |                     |                     |                         |                         |                         |                         |                         |                         |                         |                         |                      |                      |                      |                      |                      |                      |                    |                    |                     |                     |                     |                     |                     |                     |  |  |                           |                           |                           |                           |                           |                           |                       |                       |                         |                         |                         |                         |                         |                         |                          |                          |                          |                          |                          |                          |                     |                     |  |  |
|                          |                          |                          |                          |                          |                          |                         |                         |                         |                         |                      |                      |                      |                      |                        |                        |                        |                        |                        |                        |                       |                       |                         |                         |                         |                         |                         |                         |                     |                     |                     |                     |                         |                         |                         |                         |                         |                         |                         |                         |                      |                      |                      |                      |                      |                      |                    |                    |                     |                     |                     |                     |                     |                     |  |  |                           |                           |                           |                           |                           |                           |                       |                       |                         |                         |                         |                         |                         |                         |                          |                          |                          |                          |                          |                          |                     |                     |  |  |
| Adèle de Normandie       | Adèle de Normandie       | Adèle de Normandie       | Adèle de Normandie       | Adèle de Normandie       | Adèle de Normandie       |                         |                         | Étienne II de Blois     | Étienne II de Blois     | Étienne II de Blois  | Étienne II de Blois  | Étienne II de Blois  | Étienne II de Blois  |                        |                        | Philippe de Champagne  | Philippe de Champagne  | Philippe de Champagne  | Philippe de Champagne  | Philippe de Champagne | Philippe de Champagne |                         |                         | Eudes III de Troyes     | Eudes III de Troyes     | Eudes III de Troyes     | Eudes III de Troyes     | Eudes III de Troyes | Eudes III de Troyes |                     |                     | Hugues Ier de Champagne | Hugues Ier de Champagne | Hugues Ier de Champagne | Hugues Ier de Champagne | Hugues Ier de Champagne | Hugues Ier de Champagne |                         |                         | Eudes III de Troyes  | Eudes III de Troyes  | Eudes III de Troyes  | Eudes III de Troyes  | Eudes III de Troyes  | Eudes III de Troyes  |                    |                    | Herbert II du Maine | Herbert II du Maine | Herbert II du Maine | Herbert II du Maine | Herbert II du Maine | Herbert II du Maine |  |  | Marguerite du Maine       | Marguerite du Maine       | Marguerite du Maine       | Marguerite du Maine       | Marguerite du Maine       | Marguerite du Maine       |                       |                       | Conan II de Bretagne    | Conan II de Bretagne    | Conan II de Bretagne    | Conan II de Bretagne    | Conan II de Bretagne    | Conan II de Bretagne    |                          |                          | Havoise de Bretagne      | Havoise de Bretagne      | Havoise de Bretagne      | Havoise de Bretagne      | Havoise de Bretagne | Havoise de Bretagne |  |  |
| Adèle de Normandie       | Adèle de Normandie       | Adèle de Normandie       | Adèle de Normandie       | Adèle de Normandie       | Adèle de Normandie       |                         |                         | Étienne II de Blois     | Étienne II de Blois     | Étienne II de Blois  | Étienne II de Blois  | Étienne II de Blois  | Étienne II de Blois  |                        |                        | Philippe de Champagne  | Philippe de Champagne  | Philippe de Champagne  | Philippe de Champagne  | Philippe de Champagne | Philippe de Champagne |                         |                         | Eudes III de Troyes     | Eudes III de Troyes     | Eudes III de Troyes     | Eudes III de Troyes     | Eudes III de Troyes | Eudes III de Troyes |                     |                     | Hugues Ier de Champagne | Hugues Ier de Champagne | Hugues Ier de Champagne | Hugues Ier de Champagne | Hugues Ier de Champagne | Hugues Ier de Champagne |                         |                         | Eudes III de Troyes  | Eudes III de Troyes  | Eudes III de Troyes  | Eudes III de Troyes  | Eudes III de Troyes  | Eudes III de Troyes  |                    |                    | Herbert II du Maine | Herbert II du Maine | Herbert II du Maine | Herbert II du Maine | Herbert II du Maine | Herbert II du Maine |  |  | Marguerite du Maine       | Marguerite du Maine       | Marguerite du Maine       | Marguerite du Maine       | Marguerite du Maine       | Marguerite du Maine       |                       |                       | Conan II de Bretagne    | Conan II de Bretagne    | Conan II de Bretagne    | Conan II de Bretagne    | Conan II de Bretagne    | Conan II de Bretagne    |                          |                          | Havoise de Bretagne      | Havoise de Bretagne      | Havoise de Bretagne      | Havoise de Bretagne      | Havoise de Bretagne | Havoise de Bretagne |  |  |
|                          |                          |                          |                          |                          |                          |                         |                         |                         |                         |                      |                      |                      |                      |                        |                        |                        |                        |                        |                        |                       |                       |                         |                         |                         |                         |                         |                         |                     |                     |                     |                     |                         |                         |                         |                         |                         |                         |                         |                         |                      |                      |                      |                      |                      |                      |                    |                    |                     |                     |                     |                     |                     |                     |  |  |                           |                           |                           |                           |                           |                           |                       |                       |                         |                         |                         |                         |                         |                         |                          |                          |                          |                          |                          |                          |                     |                     |  |  |